# Meghan Trainor
Meghan Elizabeth Trainor (n. 22 decembrie 1993) este o cântăreață, compozitoare și producătoare muzicală americană. Ea a început să cânte la vârsta de șase ani și să compună la vârsta de unsprezece ani. Mai târziu, ea a devenit membră a unei formații numite Island Fusion și o formație de muzică jazz la liceu. La vârsta de cincisprezece ani, Trainor a produs și lansat un album care îi poartă numele. De asemenea, ea a mers la Berklee College of Music și a câștigat o varietate de concursuri de scriere de cântece în Statele Unite. În 2011, ea a lansat două albume acustice, I'll Sing with You și Only 17. Mai târziu, a semnat un contract de publicare a cântecelor sale cu Big Yellow Dog Music, unde a scris piese pentru Rascal Flatts, Sabrina Carpenter și alții.
În februarie 2014, Trainor a semnat un contract de înregistrări cu Epic Records după ce și-a cântat cântecul „All About That Bass” la ukulele pentru L.A. Reid. Mai târziu, Reid a susținut că cântecul este single-ul de debut al lui Trainor și a fost lansat pe data de 30 iunie 2014. „All About That Bass” a devenit unul dintre cele mai bine vândute cântece, ajungând în fruntea chart-urilor din 58 de țări. A fost numărul unu pe Billboard Hot 100 timp de opt săptămâni non-consecutive. După lansarea single-ului, a apărut EP-ul de debut al cântăreței, intitulat Title, care a debutat ca numărul 15 pe Billboard 200 în septembrie 2014. Al doilea single al lui Trainor, „Lips Are Movin”, a marcat al doilea top five hit al cântăreței pe Billboard Hot 100, ajungând numărul patru. Albumul său de debut, Title, a fost lansat pe data de 9 ianuarie 2015.
Muzica lui Trainor este predominant bubblegum pop, blue-eyed soul, doo-wop șo pop în sunet. Versurile sale sunt în mare parte despre feminitate și împuternicire proprie în secolul 21. Trainor a primit numeroase nominalizări pentru munca sa, incluzând „Record of the Year” și „Song of the Year” pentru „All About That Bass” la al 57-lea ediție anuală a Premiilor Grammy.

## Viața și cariera

### 1993–2008: Tinerețea
Meghan Elizabeth Trainor s-a născut pe data de 22 decembrie 1993, în Nantucket, Massachusetts. Părinții săi, Gary și Kellie Trainor, sunt proprietarii unui butic de bijuterii, Jewel of the Isle. Buticul lor se specializează în bijuterii încrustate cu diamante cu tematică Nantucket. În afară de business-ul lor, tatăl lui Trainor a învățat muzică timp de opt ani și fiind un muzician toată viața sa, cântă la orgă într-o biserică metodistă. Mama lui Trainor îi administrează pagina de Facebook. Ea are un frate mai mare, Ryan (născut în 1992), și un frate mai mic, Justin; și îl consideră pe Ryan „geamănul” ei. Când era un bebeluș, mama sa i-a cântat cântece de leagăn  și „se speria” când ea i le cânta 
înapoi în armonie. Trainor a început să cânte la vârsta de șase ani, și să compună la vârsta de 11 ani. Ea i-a spus tatălui său că la această vârstă ea a avut o „voce incredibilă și trebuia să o înregistreze”. În conformitate cu Trainor, radioul a devenit „viața sa” în timp ce creștea. Ea a jucat fotbal american între a treia și a cincea clasă la școală. Prima sa performanță live a fost în 2004 la nunta mătușii și a unchiului său, Lisa și Burton Toney, unde a cântat cântecul „Heart and Soul” la pian. La vârsta de 12 ani, Trainor a început să interpreteze profesional. Ea a fost parte a formației Island Fusion, din care au făcut parte părinții săi, fratele mai mic, mătușa și unchiul său. Ei cântau muzică inspirată de muzica soca la baruri locale și găuri de udare din Nantucket. La vârsta de 13 ani, Trainor și-a scris primul său cântec, „Give Me a Chance”. În același an, părinții lui Trainor i-au cumpărat o aplicație software GarageBand, cu care a început să producă muzică. Conform părinților săi, tatăl lui Trainor i-ar fi dat o chitară și ar fi spus, „Aici sunt niște coarde”, iar ea s-ar întoarce către el și ar ști corzile și un cântec scris în întregime. Tatăl ei a insistat să scrie cântece în toate genurile muzicale, mama sa spunând că ea „a făcut mult după ureche”. Trainor a fost crescută în Nantucket până în clasa a opta din liceu înainte ca familia sa să se mute temporar în Orleans, Massachusetts, și să se relocheze în North Eastham, Massachusetts, unde părinții ei au cumpărat o casă. Trainor și frații săi au mers la Nauset Regional High School acolo. Ea și-a dezvoltat talentul muzical cântând cu membrii NRBQ, Johnny și Joey Spampinato, și a luat lecții de chitară. Ea a fost membră a unei formații de muzică jazz în liceu și și-a dezvoltat muzica la un studio de acasă. În acest timp, Trainor și-a primit porecla, „Singer Girl” (Fata Cântăreață).